# Wólka Złojecka
Wólka Złojecka (prononciation [ˈvulka zwɔˈjɛt͡ska]) est un village de la gmina de Nielisz, du powiat de Zamość, dans la voïvodie de Lublin, situé dans l'est de la Pologne.
Il se situe à environ 13 kilomètres au nord-ouest de Zamość (siège du powiat) et 64 kilomètres au sud-est de Lublin (capitale de la voïvodie).

## Personnalité liée au village
- Czesława Kwoka (1928 - 1943), prisonnière du camp d'Auschwitz, morte exécutée par injection létale.

## Administration
De 1975 à 1998, le village était attaché administrativement à l'ancienne voïvodie de Zamość.

Depuis 1999, il fait partie de la nouvelle voïvodie de Lublin.